# Przemysław Łośko
Przemysław Łośko (ur. 1969, zm. 2019) – współtwórca serwisu literackiego rynsztok.pl, polski poeta, pilot, prozaik i projektant.
Publikował m.in. w: „Esensji”, „Kresach”, „Instynkcie”, „Cegle”, „Wakacie” i „Ha!arcie”. W 2008 roku w „FA-arcie” ukazały się jego tłumaczenia wierszy niemieckiego poety Steffena Poppa. W 2004 roku był nominowany do nagrody w Ogólnopolskim Konkursie Poetyckim im. Jacka Bierezina. 

## Poezja
- muzeum opisu (arkusz poetycki), Kontrabanda, Poznań 2006
- nie zamykaj oczu patrząc na pepika (opublikowany w internecie)